# Рабство в Україні

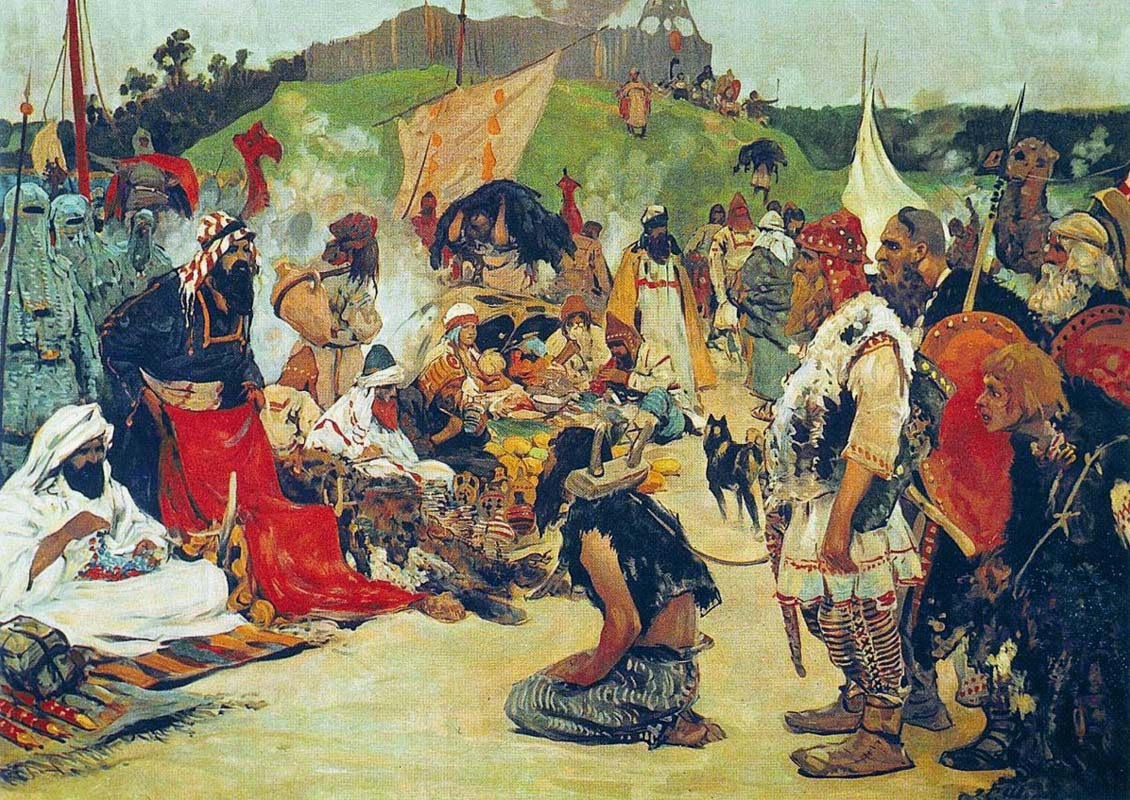
Сергій Іванов, «Торг у країні східних слов'ян».

Ра́бство в Украї́ні — тривале історичне явище в усіх цивілізаційних зонах України. Простежується від початку історичного часу донині. Провідною формою була вивізна работоргівля. Складова міжнародної работоргівлі у Східній Європі. Різні частини території сучасної України належали ареалам різних цивілізацій, тому в них існували одночасно джерела невільників, постачальники та ринки вивозу. Системи рабства, що практикувалися в Україні, запозичалися разом з її невільниками в інших регіонах світу і служили прототипами невільницьких інститутів, які там розвивалися. Рабство і передусім довготривала работоргівля були потужними чинниками, що консервували соціально-економічну відсталість України, уповільнювали її політичний і культурний поступ.

## Стан досліджень
Рабство в Україні — малодосліджена тема, насамперед тому, що про нього збереглося дуже мало прямих свідчень. Це пояснюється тим, що інформаційний вакуум є одним з ефективних інструментів насильства, який забезпечував соціальну маргіналізацію раба, морально-психологічний тиск із метою контролю, примусу та забезпечення лояльності. Ганебність рабства, презирство до раба — це наслідки соціальної маргіналізації, через які не афішувався і рабський стан представників правлячих еліт (у країнах, де практикувалося елітне рабство). Ігнорування рабства з боку сучасної історіографії підігрівається успадкованою від минулого зневагою до рабства, яка відповідає прагненню «патріотичної» історіографії до створення позитивної візії минулого України. Крім того, існують і технічні складнощі дослідження рабства в Східній Європі. По-перше, тут відсутній расовий маркер рабства, адже, на відміну від африканців, світлошкірі невільники зі Східної Європи не відрізнялися від вільної частини суспільства. Більше того, саме білі невільники часто входили до вищих суспільних прошарків. По-друге, наявна інформація про работоргівлю є непрямою (напр., невільники не зараховувалися до вантажу, у тому числі і з метою ухиляння від сплати мита), розпорошеною по різних джерелах, записаною багатьма мовами).

## Стародавність

### Скіфські раби
Перше пряме свідчення про невільників з Північного Причорномор'я походить з Ассирії поч. 7 ст. до н. е. у зв'язку з навалою кімерійців і скіфів на Закавказзя та Анатолію. Документи царських архівів Ассирії повідомляють про невільників в обслузі царя Асаргаддона (681—669 до н. е.) — чоловіків та євнухів — з народів «кінних лучників» (скіфів) та кімерійців. Кочовики були посередниками в запозиченні ассирійцями навичок кінної їзди і створенні власної кавалерії, починаючи із серед. 9 ст. до н. е. Джерелом степових рабів були військовополонені. Можливість захоплення в полон кочовиків, які переважали воєнною силою ассирійців, з'явилася завдяки укладанню союзних стосунків між ассирійцями та скіфами.
Використання Ассирією скіфів і кімерійців у ролі військових рабів створило Північному Причорномор'ю відповідну репутацію джерела військових рабів. Морський набіг на Скіфію, здійснений сатрапом Каппадокії Аріарамном бл. 514 р. до н. е. за наказом перського царя Дарія I, мав на меті захоплення полону (чоловіків і жінок). Це був перший історично засвідчений набіг за невільниками на Північного Причорномор'я.
Репутація скіфських рабів поширилася із Середнього Сходу, досягла і Греції. Скіфські раби-солдати з'явилися на поч. 6 ст. до н. е. в Афінах, Фівах, Мітилені (нині всі міста в Греції), усупереч громадянському етосу греків, за яким військова служба зараховувалася до привілеїв повноправних громадян. Тільки скіфи-стрільці служили грекам не в кінноті, а на флоті та у піхоті. До середини 4 ст. до н. е. скіфські стрільці служили також у поліції Афін. Знайомство зі скіфами завдяки використанню їх у ролі військових рабів проявилося в Греції в 5 — серед. 4 ст. до н. е. в поширенні сталих понять, пов'язаних зі звичками та спорядженням скіфських вояків: пияцтвом, зачіскою («скіфська зачіска» — поголена голова), взуттям («скіфіки»), шароварами («сарабара»), озброєнням («скіфський лук», «скіфська отрута» для стріл). Скіф. лучники та поліцейські були держ. власністю полісів або окремих громад (філ). Схоже, масове постачання скіфських рабів у Грецію здійснювали разом із постачанням хліба царі Боспорського царства на підставі союзницьких стосунків з Афінами та афінськими союзниками.
Приватна торгівля скіфськими рабами в Афінах документально засвідчена від 415 до н. е., проте її початок можна відсунути на кілька десятиліть раніше. У 4 ст. до н. е. попит на військ. уміння скіфів пропав, і раби з Півн. Причорномор'я не виділялися з маси інших, які використовувалися як хатня обслуга та робоча сила. Етнонім «скіф» регулярно вживався в ролі власного імені для рабів у грецьку та римську добу. Поряд з ним популярними стали імена Сармат, Меот, Гет, Трибалл, що вказують на ін. рабів надчорномор. походження.
Основним джерелом і постачальником невільників у Півн. Причорномор'ї були кочовики, а торговими посередниками виступали тамтешні грецькі держави, передусім Боспорське царство. За інформацією Полібія та Страбона, невільники, разом із хутрами, медом, воском, інколи збіжжям, обмінювалися на товари, «притаманні цивілізованому життю», насамперед вино, оливову олію, одяг (тканини). Масові відкладення амфор підтверджують факт інтенсивного імпорту і широкого розповсюдження на степу вина, виробленого в Криму, Малій Азії та на Грецькому архіпелазі. Іншою поширеною на степу принадою цивілізації, як доводить археологія, були вироби із золота та срібла. Ці знахідки є матеріальними пам'ятками мирної торгівлі греко-римського Середземномор'я з кочовиками, передусім торгівлі рівновартісним товаром — рабами.

## Рабство і работоргівля в кочових спільнотах Північного Причорномор'я
«Економіка виживання», притаманна кочовим суспільствам, і відсутність внутрішнього ринку на степу не створювали стимулів до економічної експлуатації невільництва і тим більше внутрішньої работоргівлі в степу. Однак степові спільноти з їхнім мілітаризованим характером були просякнуті чисельними примітивними формами натуралістичного та військового рабства. Степова політична традиція, побудована на принципі кровної спорідненості, передбачала для завойованих народів тільки статус державних рабів, які піддавалися економічному визиску через данину і під час війни виконували повинність живого заслону від сусідів. «Козакуючі» клани і племена, що залишалися за межами імперій, виступали законним і зручним джерелом невільників. Отже, степ становив великий резервуар потенційних рабів, завжди відкритий для зовнішнього попиту з боку осілих цивілізацій. На останніх лягала тільки місія організації обміну та доставки (купці, ринки, транспорт).
Нестабільність кочового скотарства як «економіки виживання» та його натуральний характер робили степ готовим до відповіді на цей попит. Золото й срібло та вироби з них як портативний і високоліквідний товар були засобом накопичення і страховим капіталом на випадок утрати худоби. А вино було не лише агентом наркозалежності, а й неодмінним атрибутом важливих соціальних та культових дійств в степу — шаманських, лицарських та багатьох державних ритуалів. Вино та коштовності кочовики діставали й силою, але переважно тоді, коли вони були недоступні через торгівлю. Цим симбіозом і пояснюється парадокс, що кочовики, попри своє безроздільне військове панування в Північному Причорномор'ї, стали першою жертвою міжнародної работоргівлі.
Важкі для землеробства умови степу і військове домінування кочовиків були дієвою перешкодою для проникнення туди економічно розвинутіших цивілізацій. У той же час останні завдяки морям та річкам мали зручний доступ до його ресурсів, а пізніше — й до шляхів сполучення, що пролягали по степах у Балтику, Поволжя, Центр. Азію. Це сприяло тривалому (до кінця 18 ст.) існуванню в Північному Причорномор'ї степової цивілізації, проте водночас перетворило цей регіон на економічною периферію передових цивілізацій, а відтак — на зону їхнього економічного диктату. Диктат полягав у тому, що самодостатні диверсифіковані економіки землеробських цивілізацій степ цікавив переважно як джерело люксусних та екзотичних товарів (хутра, мисливські птахи, товари транзитної торгівлі й раби). Тому Північне Причорномор'я через панування степової цивілізації могло, а в силу периферійності її економіки з готовністю пропонувало рабів світового ринку. Сполучення цих чинників тривалої дії відіграло вирішальну роль у тривалому існуванні работоргівлі в Північному Причорномор'ї і зумовило домінування работоргівлі серед інших форм рабства в Україні.
Навала германських племен готів у серед. 3 ст. не поклала край работоргівлі, хоч і завдала лиха економічним центрам регіону — Тірі, Ольвії, Херсонесу Таврійському, Танаїсу, Пантікапею. Здобувши на Боспорі флот і торгових партнерів, готи організували в другій половині 3 ст. мор. походи на Кавказ, римські міста в Анатолії, поплюндрували береги Мармурового й Егейського морів, досягли Родоса та Кіпру. Раби були одним з їхніх головних трофеїв, а боспорські купці повернулися до звичної місії торгових посередників у панів степу, допомагаючи перетворювати здобич на капітал. Отже, работоргівля швидко відновила своє місце в економіці Пантікапея і місто пережило черговий злет могутності. Попит на рабів у Візантії збігся з її посиленням за візантійського імператора Юстиніана I.

## Виникнення військово-бюрократичного невільництва
Контакти германських, тюркських та протослов'ян. народів в епоху великих міграцій призвели до постання інституту тренованих військ. рабів. Одне з його джерел вгадується в дружинниках степових ватажків. У согдійців, гол. торг. партнерів кочовиків Євразії, він існував у формі приватних загонів воїнів-невільників («чакар»), призначених для охорони торг. караванів. І в Європу цей інститут, імовірно, занесли ті ж купці, адже присутність согдійців засвідчена самою назвою м. Судак (Согдак). Цей інститут пристосували германці та авари. У результаті він набув форми військових поселенців на прикордонні, які були відомі під назвами різного походження: герм. венеди, східноіран. анти, тюрк. склавини. Останні були відомі передусім у зв'язку з війнами проти Візантії на боці аварів. Військ. ефективність склавинів змусила візантійців до спроб пересадити цей інститут на власний ґрунт. Протягом 7–8 ст. вони толерували поселення на Балканах склавинів, які дезертирували від гноблення аварів і селилися окремо від місцевого люду у «склавиніях», а також осаджували їх у Малій Азії для прикриття столиці від арабських рейдів. Мода на склавинів перекинулася від візантійців до арабів, котрі переманювали склавинів з Анатолії до власних приватних військ або ставили гарнізонами в прикордонних фортецях Північної Сирії. Араби запозичили від греків і термін, який в арабській вимові зазвучав як «сакаліба» (однина — «саклаб»), відповідно «склавинія» Скальбія (місто в Північній Сирії). Араби полювали за склавинами також у Хозарії. Виведених звідти вони селили на кавказ. пограниччі та вздовж р. Євфрат.
Ненадійність склавинів підштовхнула Візантію погодитися на поселення в Подунав'ї ін. войовників — болгар (вони таки врятували Константинополь від арабів 717–18). Але остаточно про склавинів довелося забути після розгрому Аварського каганату 795. Тоді склавини, набувши під аварами та германцями військового і державного вишколу, утворивши надплемінну старослов'янську мову з необхідним політичним лексиконом, змогли ініціювати власні державні проекти під своїм назвиськом, успадкованим від аварських часів. Інакше кажучи, протослов'яни почали перетворюватися на слов'янські народи. Перша ж документальна згадка терміна «sclavus» (склавин) у значенні етнікона, а не невільника, походить із Магдебурга (Німеччина) 937.
Суспільство та держава Араб. халіфату для боротьби з племінною анархією арабів потребували сильного професійного війська, відданого халіфам і відчуженого від суспільства. Тому араби від початку своєї історичної кар'єри схилялися до використання особисто залежних воїнів. Крім склавинів, вони мали загони вільновідпущеників-клієнтів («мавалі»). Завоювання Хорасану та Мавераннахру у 8 cт. познайомило арабів із чакарами (араб. «шакірія»). У 1-й пол. 9 ст. персональні халіфські війська почали набиратися виключно з купованих рабів, які походили з тюрків Середньої Азії та Хозарії. Будучи кінними лучниками, вони виявилися дуже ефективним військом. Та одночасно з військовими обов'язками тюркські командири («атабеки») перебрали на себе також адм. функції. Військово-бюрократичне невільництво перетворилося на одну з основних структур влади в ісламських державах. Цей інститут зумовлював значний і стабільний попит в ісламських країнах на невільників чоловічох статі. Військова ефективність кочової кінноти створила високу репутацію цьому інституту разом із тюркськими рабами, що викликало його поширення у світі, а відтак — попит на тюркських рабів.

## Ісламський світ
Ісламська цивілізація створила потужну економіку і піднесла добробут населення, які стимулювали великий попит на рабів мало не на всіх соціальних рівнях ісламського суспільства. Ісламський невільницький ринок зберігав свою ємність і проіснував до кінця ХІХ століття, коли його було в основному ліквідовано через заборону рабства в Османській імперії.
Арабський халіфат ввозив зі Східних Європи «милих та ніжних» саклабських дівчат, а також хлопців саклабського й тюркського роду. Хлопці зазвичай призначалися для палацової та державної служби в ролі персональної охорони, прислуги та бюрократів. Для використання в приватній обслузі та на державній службі значна кількість хлопців піддавалися кастрації.

### Східна торгівля
Хозарський каганат, гегемон Східної Європи VII—X ст., як типова степова імперія служив джерелом та постачальником невільників, а також виступав організатором работоргівлі. Правляча династія отримувала свої основні прибутки від стягання значного 10-відсоткового мита із зовнішньої торгівлі своїх підданців і транзитних купців. «Незліченні раби», за повідомленням персомовного географічного твору «Худуд аль-Алам», становили один з основних експортних товарів Хозарії поряд із худобою та хутрами. Один зі шляхів вивезення рабів (саклабів, греків, вірмен, печенігів та самих хозар) вів до Азербайджану.
Перенесення столиці в середині VIII ст. на північ в м. Ітиль було симптомом перетворення Волзько-Каспійського шляху на головний для Хозарії. Він пов'язував внутрішні райони Східної Європи та Балтику з Хорезмом й Іраком. Волзько-Каспійським шляхом із кінця VIII ст. користувалися транснаціональні торговельні компанії, які серед іншого торгували рабами-саклабами: раданіти («юдеї-раданія», «рагданія», «ар-Рагадіна») та «руси».
Раданіти прибували до Ітилю з мусульманської Іспанії та Франції («Фіранджа») через Прагу, Київ та Булгар. Будучи купцями, свій товар вони скуповували в саклабів. Через поширення продажу в неволю власних дітей країна Сакаліба в єврейських купців із Заходу дістала назву Ханаану (по аналогії з біблійськими ханаанеями).
Руси були «морськими номадами», воїнами та купцями на човнах. Вони набирали рабів як міновою торгівлею (наприклад за скандинавські залізні вироби, близькосхідні намиста), так і силою. Користуючись своєю беззастережною військовою перевагою над розрізненими місцевими племенами та сталим попитом на товари «країни Сакаліба», руси перейшли до систематичної експлуатації цієї території. Вони утворили власні опорні пункти в прибалтійський зоні (Альдейг'юборг — Ладога, Палтеск'я — Полоцьк, Дрелленборг — Холопій Городок біля майбутнього Новгорода) та у верхів'ях Волги. На час першої згадки про русів 839 вони вже мали власну державу, і назва її правителя «хакан Русі» натякала на династичний альянс, а заразом — і тісну ділову кооперацію з хозарами.
Самі араби приїжджали на Волгу, Азовське море та Дон (два останні вони вважали «саклабською протокою» — Нагр ас-Сакаліба).
За знахідками арабських дирхемів на території Східної Європи, її пряма торгівля із Близьким Сходом тривала між 787 та 1015 роками. Її припинення залишається предметом дискусій, але воно виглядає логічно з огляду на кінець Саманідської держави, основного посередника, та вщухання військових походів русів на Каспій і Хорезм. Напевно, слід також взяти до уваги початок карбування грошей Руською державою за київського князя Володимира Святославича, що здійснювалося шляхом переробляння ввезеного іноземного срібла. Тим не менше експорт саклабських невільників до країн ісламу арабські та перські джерела згадували ще в ХІ—ХІІ ст.

### Західна торгівля
Купці-раданіти та руси торгували з ісламським світом у західному напрямку через Омеядський халіфат на Піренейському півстрові (756—1031). Власне, єврейські купці першими й освоїли шлях із Заходу Європи на Схід. Їхній шлях пролягав на Київ, Краків, Магдебург, Прагу, Майнц, Верден, а далі — до Іспанії. Звідти рабів вивозили на Близький Схід Середземним морем. Археологічними свідками цього торгу залишилися невеличкі круглі городища та пагорби-фортеці, розкидані від Волги до Західної Європи, які використовувалися як загони для невільників. На півдні Франції, в одному із центрів Раданійї, подібні укріплення називалися по-латинськи «магами» лат. magus, на сході Європи скандинави називали їх «гард», а слов'яни — «град», або синекдохою — «дитинець».
Специфічною рисою цього напрямку торгівлі, яка значною мірою виправдовувала такий значний кружний шлях, було «продукування» євнухів. Євнухи-саклаби цінувалися вище за інших рабів через уявлення про відданість своїм хазяям та розум, а підвищений ризик смерті чи хвороби невільника через хірургічну операцію обмежував коло учасників цього бізнесу добрими знавцями медицини. Тому цей торг перебував здебільшого в руках єврейських купців, які мали добру лікарську традицію. Основними центрами кастрації невільників були Прага, Верден, Венеція та Баджжана (близько сучасного іспанського міста Альмерія). Останні два міста були основними портами, через які невільники-саклаби відправлялися з Європи в Північну Африку та на Близький Схід у ІХ–ХІ століттях.
Участь руських купців (лат. rugi) у вивозі невільників на Захід засвідчена митним тарифом Раффельштеттена (нині у складі м. Астен, Австрія) на верхньому Дунаї, складеним за даними 903–05. Союзницькі стосунки Київської Русі з Чеським та Польським королівствами виказують її тривалі інтереси в торгівлі на західному напрямку, у той час як захоплення полонених у ролі трофея під час військових конфліктів виказувало найходовіший товар на західних шляхах.
Загальний обсяг работоргівлі в Західній. Європі сягав приблизно 10–15 тисяч осіб щорічно. У Х столітті склавини-саклаби, зокрема євнухи, стали навіть прикметною статтею експорту із Західної Європи.

## Візантія
Експорт рабів у Візантію розвинувся в ІХ ст. у зв'язку з політичним та економічним піднесенням, яке призвело там до збільшення попиту на невільників. У Візантії було поширене економічне рабство, представлене як домовим, так і капіталістичним, різновидами. Візантійський імператорський двір та нобілітет розвинули смак до широкого використання рабів, а зокрема євнухів, на державній службі та в приватній обслузі. Офіційна заборона кастрації підданих імператора (незважаючи на її порушення) додатково сприяла попитові візантійського ринку на ввіз невільників цього типу з-за кордону. Відвідувач Константинополя під час першого хрестового походу оцінював кількість євнухів у 20 тис. Порівняна близькість і доступність Візантії досить скоро зробили її пріоритетною для работоргівців зі Східної Європи.

### Руси-работоргівці
Інтерес русі до візантійського ринку проявив себе на початку Х ст. посольством «хакана Русі» 839 до імператора Феофіла. Напади русів через Чорне море на Пафлагонію перед 820 (згадано в «Житії Георгія святого Амастридського») та Константинополь 860 (описано константиноп. патріархом Фотієм) були ін. проявами цього інтересу. Однак до поч. 10 ст. русам доводилося користуватися для доїзду у Візантію кружним шляхом, що пролягав через р. Сіверський Донець (прит. Дону), Азовське море та м. Керч. Вимандрування мадярів у Паннонію та порозуміння з їхніми наступниками — печенігами, послаблення Хозарії, зрештою — зміцнення самих русів — уможливили організацію ними прямішого шляху до Чорного моря в 910–30-х рр. Вони заснували факторії на Дніпрі, захопили в хозарів Київ і перетворили його на осн. центр своєї комерційної та політ. активності в Сх. Європі. У Києві/Кенегарді перебував один з їхніх правлячих кланів із дружиною. Звідси вони організовували походи за даниною з підкорених племен (полюддя) і відвозили зібране човнами по Дніпру і Чорному морю до Константинополя. Раби були одним із товарів, який руси збирали в полюдді і відвозили за море. Навіть «Повість временних літ» не робить секрету із планів київ. кн. Святослава Ігоровича слати в Константинополь на продаж невільників (разом із медом, воском та хутрами). Слов'ян. невільниками торгували й на Балтиці.
Київські князі також конфліктували з Візантією, прагнучи розширити свій експорт і взяти під свій контроль усі шляхи до неї через Болгарію та Крим. Однак імперія була спроможна примусити русів триматися договірних стосунків, і після кожного конфлікту сторони укладали договори (911, 944, 971, бл. 988, 1043). За договорами з Візантією, руси постають як работоргівці-оптовики, які привозили виключно рабів і продавали їх за золото та золототкані шовки. Вони вказують на те, що работоргівля була одним з основних джерел багатства для русів, що робить її суттєво важливим чинником постання Київської Русі.
Утворення держави, слов'янізація вікінгів і хрещення країни, на яку зрештою перенеслася назва «Русь», ані знищили рабство, ані припинили работоргівлю. Скоріше зміцнення держави надало Києву істотні політичні та військові переваги над іншими політіями Східної Європи і поширило його авторитет у степових сусідів. Вкупі з існуванням власного купецтва (на відміну від степовиків) відкритість степу забезпечувала Русі чільне місце в работоргівлі цього регіону. Руські джерела, хоча й зрідка, але наводять приклади масового поширення работоргівлі в Новгороді. Арабські хроністи засвідчили, що в ХІІІ столітті руські работоргівці діяли в Судаку, мали власні кораблі й торгували за Чорним морем.

### Степовики
Постачанням саклабських невільників займалися мадяри, які влаштовували регулярні набіги на саклабів. Останніх, за повідомленням арабських географів, мадяри вважали за рабів (есір, з арабської «бранець»). Центром збуту ясиру був порт Керч, де цей товар грецькі купці міняли на коштовні тканини.
Участь печенігів (які панували в Надчорноморських степах із кінця 9 до поч. 11 ст.) в работоргівлі відображена в джерелах не дуже виразно. Вони перехоплювали руські каравани з невільниками на дніпрових порогах, але також наймалися до Рюриковичів під час усобиць чи виправ на Візантію. Згадки про значні запаси золотих і срібних речей з огляду на структуру степової економіки є переконливішим симптомом залучення кочовиків у работоргівлю в ролі постачальників. Однак через політичну роздрібненість вони й самі служили об'єктом людоловства для русів, булгар та буртасів. Печеніги-раби вивозилися через Хозарію на Закавказзя і, очевидно, через Хорезм до Арабського халіфату. Половці також нападали на сусідів — Русь та Угорщину, але в той же час були жертвою набігів за невільниками з боку черкесів, русів, мадярів та ясів. Промовистим проявом поширення работоргівлі є дарування невільниць — «дівок» — половецькими ханами руським князям (їх, наприклад, слав разом із худобою хан Котян галицькому князю Мстиславу Мстиславичу). Половці віддавали «живий товар» за грецькі коштовні тканини в Судаку та Херсоні. Вони також наймалися вояками та продавали своїх дітей царям Грузії, які користувалися цією силою в обороні проти нападів сельджуків. При дворі грузинського царя Давида IV (1089—1125) була заведена гвардія з половецьких отроків.

### Візантійці
Візантійці виступали в работоргівлі передусім у ролі посередників, скуповуючи за коштовні тканини від мадярів та половців полон у кримських портах. Значний торговельний інтерес Візантії в Східній Європі, враховуючи експортні можливості останньої, напевно, був пов'язаний із работоргівлею. На цій торгівлі вже під кінець 8 ст. розквітли Амастрида (нині м. Амасра, Туреччина) в Пафлагонії, де було засноване автокефальне архієпископство, та крим. порти. У серед. 9 ст. катапан Пафлагонії відав також візант. містами на пд. березі Криму. Грец. купці курсували між Херсоном та Києвом і далі доходили до Воліна (нині місто в Польщі) на Балт. морі. У поширенні херсонських винних амфор 10 ст. уздовж Дніпра можна вбачати пряму вказівку на переміщення цим шляхом також рабів. Пограничні території Пафлагонії та міста Криму (Херсон і Судак) були місцями, де «продукувалися» євнухи. Зосередження в цих місцях работоргівлі, причому торгівлі найприбутковішою її частиною — євнухами, пояснює, чому вони вабили до себе напади русів. Візант. термін для означення євнухів у серед. 10 ст. — «карзімасіус» (хорезмієць) — вказує на те, що «продукування» євнухів для візант. ринку перебувало в руках хорезмійців.

## Русь
Набір невільників для продажу пройшов на Русі 3 етапи:
- 1) для 9 — поч. 10 ст. осн. способом поневолення були воєнні набіги степових і річкових кочовиків (мадярів, печенігів, болгар, варягів-русів) на місцеві племена сакалібів/склавинів. Степовики трималися набігів і надалі, але руси, осівши в лісах Сх. Європи, перейшли до створення системи поневолення місцевого населення;
- 2) від серед. 10 ст. руси запровадили систематичний збір полюддя з підкорених племен на підставі данницьких угод. Незважаючи на те, що полюддя лишалося військ. акцією, як набіг, наявність угод і упорядкування збирання данини виступають ознаками держ. рабства. За цією системою правляча верства варягів-русі визискував з підданців будь-які необхідні для міжнар. торгівлі товари, насамперед рабів. Незважаючи на цілком імовірне поширення рабства і людоловства серед самих слов'ян, нема даних про їхню зовнішню работоргівлю. Ініціатива, військ. сила, необхідна для поневолення, а зрештою — і монополія на продаж слов'ян у рабство належали правлячій еліті. Вони ж, уклавши угоди зі старшинами родів і племен про полюддя, пристосували патріархальне рабство слов'ян до потреб зовн. работоргівлі. Це обумовило тривалий патріархальний характер рабства у слов'ян, який проявив себе у двозначності слов'ян. термінології рабів — вона однаково стосувалася і рабів, і молодших членів родини (дитя, дівка, отрок, хлопчик, челядка, роб'я, парубок). У той же час пізнє і в основному неслов'ян. походження цієї термінології виказує вплив зовнішніх чинників на систему рабства на Русі;
- 3) полюддя як данина людьми припинилося у Русі, можливо, в середині 11 ст. під впливом розбудови державності та прийняття хрещення. Негативне ставлення Церкви до полюддя красномовно виявилося у викресленні самого цього терміна з літописання та діловодства, поки в 1-й пол. 12 ст. за ним не закріпилося значення грошової данини. У цих умовах «Руська Правда» оформляє правові характеристики соціальних станів, зокрема стан рабів (холопів).

У Русі, як і всюди, раб визнавався власністю його господаря. «Соціальна смерть» раба виявлялася в тому, що його життя не захищалося грошовою компенсацією — вирою — і відповідальність за вчинки раба ніс хазяїн. Рабський стан у Русі мав специфічні риси, що вказували на поширення експортної работоргівлі. Передусім холопство було відділене від ін. станів низьким правовим порогом. Це досягалося, передусім, широким застосуванням продажу в неволю як засобу покарання і/або матеріальної відповідальності. Незважаючи на те, що вона мала вигляд штрафу на користь князя, неспроможність відповідача оплатити «продажу» тягнула за собою його фізичний продаж у рабство. Відповідно стандартна сума «продажу» 12 гривен давньоруських (відома з 911) відповідала ціні одного невільника. Ця норма права застосовувалася як для залежних категорій населення (смердів, закупів), так і для вільних осіб (мужів), у тому числі купців. Цією інституцією «Руська правда» створювала зручний механізм рекрутування невільників, і руські літописи засвідчують його використання («наша земля оскудела есть от рати и от продаж» — у «Повісті временних літ» під 1093, «тем бо князи не збираху многа имения, ни творимых вир, ни продаж не вскладаху люди» — у Новгородському першому літописі). Додатковим джерелом холопства в умовах патріархального рабства була хатня служба без контракту (ряду). Водночас «Руська Правда» залишала дуже мало можливостей звільнення, фіксуючи безповоротність невільницького статусу як факту продажу. Звільнення передбачалося хіба що як компенсація за безпідставний продаж у неволю та за народження рабинями дітей від хазяїна. При цьому звільнення вагітних рабинь (зґвалтованих іноземцями), як засвідчує поява цієї норми у договорі Новгорода Великого з Ганзою кінця 12 ст., явно мало комерційні підстави. На звичайність продажу невільників на вивіз за межі країни вказують обов'язкова участь митників і сплата мита у цих оборудках.
У Русі під впливом зарубіжного досвіду набуло поширення також військове [джерело?] й елітне рабство. Військові слуги, звичайно, називалися отроками або княжими мужами. Із них складалася персональна гвардія князів та дружинників (бояр), що могла налічувати кілька сотень, вихідцями з їх числа були також повноважні слуги, які відали двором та адміністрацією: тивуни, під'їздні, канцеляристи (писарі, митники), економи, кухарі, конюхи. Найдовіреніші слуги могли називатися «милостниками». Перебування в оточенні князя визначало приналежність таких осіб до правлячої верстви. Тому літописи зберегли імена кількох із них, незважаючи на їхній стан. Вони виказують, можливо, іноземне (можливо — половецьке), походження таких із них, як воїни та полководці Куман, Кулмей, Горепа, Судимир Кучебіч, Олбер Шерошевич, угорці Георгій та Мойсей — наближені ростовського кн. Бориса Володимировича, Торчин — кухар (і вбивця) муромського кн. Гліба Володимировича (див. також Борис і Гліб), Бяндюк (отрок переяслав. кн. Володимира Мономаха), тюркські убивці теребовельського кн. Василька Ростиславича, воїни та ін. Київські князі іноді практикували степову систему держ. рабства — осадження кочових, у тому числі неслов'янських (тюркських) племен: клобуків чорних, узів, торків, берендеїв на степовому прикордонні під зобов'язання несення військової служби.

## Золота Орда

### Державне рабство

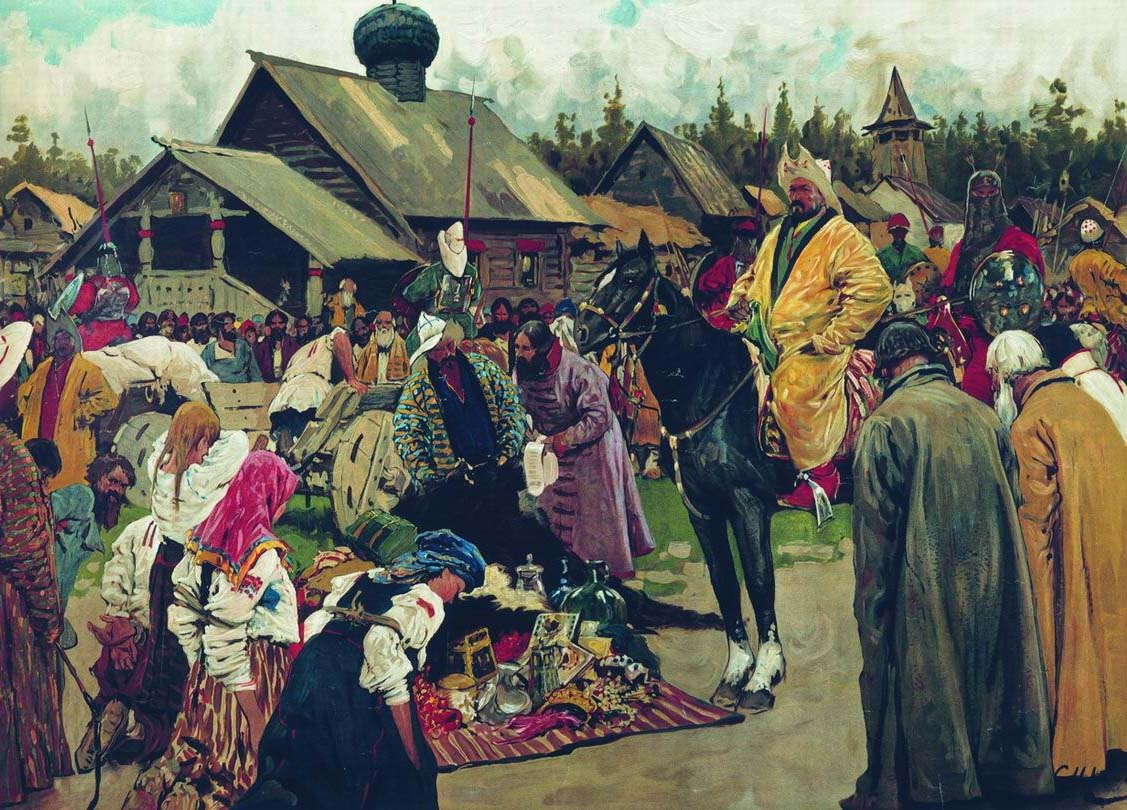
Сергій Іванов, «Баскаки» (1909), картина зображує підношення рабинь монгольським баскакам.

Монгол. завоювання запровадило стан держ. рабства для населення як Русі, так і Кипчацького степу. Як степова д-ва Монгольська імперія використовувала підневільних в основному для різноманітних військ. потреб. Тому половці й руси служили в монгол. війську. Для половців військ. служба, схоже, була гол. повинністю, тому що завдяки цьому та їхній чисельності Золота Орда швидко тюркизувалася. Русини ж служили окремими загонами і в Золотій Орді, і в юаньському Китаї (остання згадка 1332). Водночас рус. князі зі своїми військами приневолювалися до участі в походах Золотої Орди на сусідні д-ви — Литву, Польщу та Угорщину. При цьому монголи не забороняли вивіз рус. та половецьких невільників на службу в невільницьких військах Єгипту та Делійського султанату і толерували традицію, коли рус. князі набирали свої дружини з тюркських воїнів.
Рус. ремісники завдяки своєму авторитету на міжнар. ринку зробилися бажаним трофеєм для монгол. еліти, яка вивозила їх для своїх потреб по містах та ордах до самої Монголії і Китаю. Вивіз майстрів припинився хіба що в 14 ст. через грабунок і розорення професійного середовища, особливо в таких худож. промислах, як обробка металів, каменю, склоробство.
Держ. рабство для решти населення Русі проявилося в примусовому обслуговуванні держ. потреб Монгол. імперії, так чи інакше пов'язаних з її військ. справами. Це супроводжувалося прикріпленням до певного місця проживання і занять. Ремісники обслуговували транспорт і шляхи сполучення, будували й ремонтували замки, виготовляли/ремонтували зброю. На мешканців певних сіл і округ, які називалися «ординцями», «сотенними» або «каланними» (монгол. данник), були покладені спец. повинності: доглядання худоби, коней, соколів, лісництво, лови. Деякі села постачали допоміжних вояків до монгол. війська. Решта селянства експлуатувалася через податки (ясак) і зараховувалася до ясачного. Монголи з допомогою бюрократів з ісламських провінцій спромоглися налагодити систематичний визиск завойованих територій через ефективну систему розверстаних податків замість примітивної традиції гуртових податків (данин). Це нововведення супроводжувалося проведенням податкових переписів населення, що осучаснили методи держ. управління, хоча й були атрибутом державного рабства.
Характерним проявом рабовласницького характеру монгол. податкової системи був інститут продажу в рабство неспроможних платників податків або/та їхніх рідних. Ця практика відобразилася й у рус. епосі золотоординського часу.
Монголи, запровадивши свою систему держ. рабства, наново перетворили Сх. Європу на щедре джерело невільників для міжнар. работоргівлі, що уже засихало за часів Київ. Русі. Цим пояснюється той парадокс, що одна з найуспішніших мілітаристських д-в в історії була одним із гол. джерел постачання невільників для світ. ринку работоргівлі;

### Міжнародна работоргівля Золотої Орди
Монгол. погром зруйнував чорномор. работоргівлю русів. Але імена рус. купців, втягнутих у работоргівлю, наприкінці 13 ст. з'являються в нотаріальних книгах генуезької колонії у Пері (нині у складі м. Стамбул), Кафи (нині м. Феодосія) та ін. генуезьких колоній. По тому ці купці втрачають нац. риси через асиміляцію із греками, ординцями та генуезцями, і далі руси виступатимуть на ринку переважно в ролі дрібних або й просто випадкових постачальників «живого товару» — часто родичів, і майже завжди співплемінників свого «товару».
Греки зберегли присутність і в работоргівлі, оскільки вони залишилися провідними перевізниками на Чорному морі та складали осн. масу населення північночорномор. міст і портів. Вони виступали у звичній для себе ролі посередників у доставці рабів із Криму і Кавказу до Константинополя та міст Анатолії (Синоп, Трапезунд (нині м. Трабзон; обидва в Туреччині) та ін.). Уже наприкінці 13 ст. ті з них, що тривалий час перебували в ординських містах у Криму (Солхат; нині м. Старий Крим) і на Кавказі (Магас — давнє місто в Аланії, точно не локалізоване), Маджар; на місці сучасного м. Будьоновськ Ставропольського краю, РФ), асимілювалися з місц. населенням і перейшли в іслам;

### Вивіз до ісламських країн
Утворення в Євразії єдиного екон. простору забезпечило вигідні умови для пересування товарів, технологій та ідей від Середземномор'я до Китаю. Об'єднання у складі Золотої Орди Сх. Європи з Хорезмом — давнім ринком збуту східноєвроп. рабів — створювало додаткові зручності для вивозу рабів із Русі та Кипчацького степу на Схід. Центральноазійські работоргівці були помітні в портах Криму, в Азаку (нині м. Азов). На рахунок їхньої активності слід віднести появу русичів у невільницьких військах Делійського султанату в 13 ст. і появу в Криму екзотичних індійських невільників. Однак простежити торг кипчацькими рабами в рідному для них тюркомовному середовищі Центр. Азії важко.
Відкриттям джерела військ. невільників негайно скористалися останні правителі династії Айюбідів в Єгипті в 1240-х рр. Кістяк мамелюцького війська складали тюрки, у даному випадку кипчаки (половці), до яких належав і харизматичний султан Бейбарс, проданий у Солхаті бл. 1249. Із кінця 14 ст. серед мамелюків значно більше стало черкесів і грузинів. Зрідка, але серед них траплялися й руси. Султани Бейбарс та Калавун забезпечили постачання рабів із Судака й Тани (нині м. Азов), уклавши торг. угоди з Візантією 1263 та 1281 та встановивши політичні (і згодом матримоніальні) зв'язки із Золотою Ордою. Масовий вивіз невільників до Єгипту (до 500—1000 осіб одночасно) відбувався під час посольств. Частина невільників потрапляла в Єгипет суходолом через Кавказ та Анатолію. На Кавказ пролягав також кружний шлях суходолом із мусульманських еміратів Піренейського п-ова, який перервався тільки під кін. 14 ст.
Домінування в Середземномор'ї зробило італійських купців, передусім із Генуї, головними довізниками рабів для Єгипту. 1246 року папа Римський Інокентій IV скаржився на те, що генуезці безсоромно продають мусульманам рабів-християн (греків, болгар, русинів та волохів). Заснування генуезцями колонії Кафа відкрило наскрізне морське сполучення між Середземномор'ям і Анатолією, з одного боку, та Золотою Ордою — з другого, а також зробило генуезців його господарями. На Кафу швидко зорієнтувалися товарні потоки із Сарая-Берке, Тани (Азака), Криму (Солхата), портів та міст Кавказу. Тому генуезці, навіть без досвіду торгівлі в Золотій Орді і без власних можливостей для людоловства, ніколи не мали труднощів із постачанням невільників, у тому числі монгольського роду. За це золотоординський хан Токта 1307 року вигнав їх із Кафи. Але роль Кафи для забезпечення коштами Золотої Орди змусила нового золотоординського хана Узбека відродити колонію вже 1316, а з нею — і работоргівлю. Вже наступного 1317 року Святий Престол наклав заборону на вивіз генуезцями невільників у Єгипет. За нею слідували заборони 1323, 1329, 1338, 1425 років — очевидно, без наслідків. Кінець генуезькій работоргівлі поклали Османи, які встановили контроль над Протоками 1453 року і захопили всі генуезькі колонії в Надчорномор'ї 1475 року.

### Вивіз у Західну Європу
Вивіз у Західну Європу вперше був засвідчений 1275 продажем у Генуї руса Балади. Генуя була одним із чільних споживачів живого товару із Золотої Орди і водночас його головним постачальником до європейського Середземномор'я. Перекупники рабів із Каталонії, Провансу, італійських міст діставали від них товар як у самій Генуї, так і в її колоніях Пера, Хіос, на ринках Сицилії, Майорки. Венеція була іншим значним постачальником золотоординських рабів до Середземномор'я завдяки існуванню своїх колоній: спочатку в Пері, а з XIV ст. — і в Тані. Купці з італійських міст Піза, Флоренція, Неаполь, Палермо теж відвідували Золоту Орду, але обсяги їхньої торгівлі не йдуть ні в яке порівняння ані з венеційською, ані тим більше з генуезькою.
На європейському ринку основним попитом користувалися домашні слуги, передусім дівчата. На русів і черкесів припадало близько половини кількості рабів, які вивозилися з Чорномор'я в Західну Європу. Це диктувалося насамперед попитом. Після епідемії чуми 1348 року попит і ціни в Західній Європі на русинок та черкешенок зросли до неймовірних висот. Тільки в період 1359—1380 внаслідок політичної кризи в Золотій Орді більше вивозилося татарських рабів — до двох третин від загальної кількості.
З кінця ХІІІ — до середини XV століття Золота Орда була основним джерелом невільників для Західної Європи, постачаючи близько 80–90 % їх чисельності. Експлуатація дешевих рабів стимулювала їх приплив у масовій кількості. Вони становили 4–10 % населення в Генуї, Венеції, Флоренції, Пізі, Неаполі, і їхня присутність, крім демографічно-економічного ефекту, викликала й соціальні напруги (зростання злочинності, збільшення кількості безбатченків).
Середземноморська работоргівля Золотої Орди мала два вагомих наслідки для історії України і світу:
- 1) економічний диктат генуезького невільницького ринку в Північному Причорномор'ї зберіг і навіть поглибив значення людоловства і работоргівлі для степової економіки в цьому регіоні. Ця економічна структура диктувала економічну політику Кримського ханства і Османської імперії, що утвердилися тут і провадили її аж до кінця XVIII ст.
- 2) на підставі цієї работоргівлі постали основні елементи майбутньої трансатлантичної работоргівлі африканцями, а саме: плантаційна система, заснована на рабській праці, та работоргівля як спеціалізована галузь економіки. Ці нові елементи почали діяти внаслідок закриття османами Чорномор'я та відкриття Нового Світу — обидві події відбулися з безпосередньою участю генуезців.

## Ранній модерн
Незважаючи на стабільність економічної структури Східної Європи і традиції рабства, його поширення в цей час почало стримуватися кількома чинниками:

1) Русь звільнилася від статусу ординської колонії і, отже, перестала бути джерелом рабів для Золотої Орди;

2) людоловство із внутрішньої справи перетворилося на зовнішньополітичну акцію, стало явищем міжнародних відносин. Утворення багатоскладової політичної системи розширило можливості стримування людоловства шляхом утворення військово-політичних блоків;

3) політична інтеграція Східної та Західної Європи втягувала першу в орбіту західноєвропейської економіки, стимулюючи виробничий характер експлуатації місцевих ресурсів і населення. Це створювало вигідну альтернативу експортній работоргівлі;

4) попит на невільників у Західній Європі скоротився, хоча й значною мірою за рахунок зростаючої експлуатації колоній.

### Польща, Литва, Річ Посполита
У Великому князівстві Литовському практикувалося військове рабство. На це вказують звістки про участь русинів у походах Литви на польські володіння в Галичині, поселення довкола Тракая ординських утікачів і полонених, які брали участь у боротьбі проти Тевтонського ордену та Золотої Орди. У XVI ст. ця традиція ще жила у вигляді приватних татарських загонів на службі в литовсько-руських князів Острозьких, Корецьких та інших.
У Галицькій Русі і після заведення польського права 1435 року, яке на той час уже не знало невільництва, традиційне «руське право» з монгольськими нормами ще довго визначало становище експлуатованих станів місцевих селян, слуг та невільників. Ще міцніше русько-монгольські традиції трималися на руських землях Великого князівства Литовського, де перша кодифікація права була здійснена 1-м Литовським статутом 1529 року. У XVI ст. фіскальні документи з українських земель засвідчують існування «ординських» і «каланних» селян і слуг, які виконували спеціальні державні повинності, приписування селян до певних державних служб (гарнізонної, вістової, з догляду замків, ремонту доріг, повозу), що традиційно виконувалися підневільними слугами. Щоправда, на той час ці служби фактично вже втрачали невільницький статус, а деякі військові та ремісничі категорії слуг навіть спромоглися набути певних земельних та податкових привілеїв.
Відмирання невільництва було законодавчо зафіксоване у Статутах Великого князівства Литовського. За статутом 1529 року вперше на Русі було визнано неприродність неволі, через що скасовувалася вічна неволя для вільної особи. Статутом дозволялися лише 4 джерела невільництва: за давнім статусом та народженням, полон, покарання позбавленням волі, шлюб із невільною особою. Статут 1566 року в принципі заборонив вічну неволю, а статут 1588 року скасовував рабський стан, а разом із ним — і термін «невільник». Невільники зараховувалися до селян-кріпаків і, відповідно, підлягали фіскальним переписам. Як виняток, у неволі могли довічно залишатися військовополонені, але їхні діти ставали кріпаками або відпускалися на волю (зі збереженням клієнтської залежності). Поневолення військовополонених допускалося в українському праві ще на початку ХІХ ст.

### Зона української колонізації та козаччини
Степова та руська традиція, за якою військові слуги часто належали до невільників, служила підставою для поширення на них тюркського терміна «козак», що мав подвійне значення — прикордонного вартового і невільника. Такі слуги були одним з основних джерел козацтва, яке поставало, а в подальшому — тим середовищем, що формувало соціальні претензії козацтва на військовий статус.
Поневолення іноземців, насамперед тюркського походження, було поширеною практикою в зоні колонізації та козацтва. Козаки вивозили полонянок навіть із заморських походів, що виказує їхній виразний попит на туркень і татарок. Однак через християнську заборону адюльтеру з невільницями рабство останніх мусило скінчатися шлюбом із власником. Малі хлопці — полонені — використовувалися в ролі прислуги. Челядь фігурує в реєстрах людей і власності, яку втратила українська старшина внаслідок татарських набігів.
Згадки про джур у ролі козацьких зброєносців свідчать на користь використання їх також у ролі військових невільників, хоча й на другорядних ролях. На невільницький статус джур вказує використання слова «джура» в ролі родового поняття для раба («шура» від перського «джура»/«чура») в Криму.
Деякі способи використання бранців були симетричні поводженню кримських татар та османів із полоненими, у чому вгадується і вплив останніх. Значних османів і кримських татар козаки прагнули обміняти на викуп. Дівчат та хлопчаків вони роздавали в подарунок достойникам Речі Посполитої. Тюркське походження терміна «ясир» (від араб. «есір» — бранець) переконує, що цю практику було запозичено від тюркських сусідів, а не навпаки. Такий напрям запозичення виглядає тим більше правдоподібно, що головні невільницькі ринки Східної Європи, які й визначали моду на все, пов'язане з невільництвом, перебували в османських володіннях. Туди ж вивозилися і крадені українські діти, яких вивозили проїжджі іноземні купці, а часом і самі козаки — ще одна риса степового побуту.
Соціальне розмежування між українським козацтвом та селянством послужило причиною того, що козацтво під час Хмельниччини згодилося на союз із кримським ханом Іслам-Ґереєм III в обмін на ясир, причому як польський, так і український. Однак із розширенням соціальної бази Хмельниччини та державницькими амбіціями провід козацтва взявся відстоювати українського населення від людоловства.
У той же час джерела не містять слідів існування чисельного і стабільного невільницького стану, залишаючи враження про патріархальний характер рабства, з одного боку, а з другого — про швидку соціальну реабілітацію невільників. Схоже, невільництво в козацькій Україні було маргінальним явищем. Із певністю можна стверджувати, що занепад невільництва спостерігається тільки в другій половині 17 ст., коли українські літописи підкреслюють вигасання практики поневолення османських і криськотатарських бранців на противагу практиці, поширеній серед вояків Московської держави.
Головною ж роллю України, яка перебувала у складі Речі Посполитої, у світ. работоргівлі залишалося постачання невільників на ринок, хоча й під впливом зовнішніх чинників;

### У складі Московії та Російської імперії
На укр. землі, що входили до складу Московської держави, автоматично поширювався статус державного рабства, хоча його застосування не мало системного, відверто репресивного характеру. Прояви державного рабства були такі:

1) використання козацьких військ у війнах,

2) депортації населення («згони», вивіз на будівничі роботи чи примусові поселення в Росії, осадження в Україні московських службовців),

3) терор у відповідь на нелояльність, особливо у воєнний час. Українська публіцистика  таврувала  тиранію російського царя Петра I та накинуте на Україну протиприродне («неключиме») рабство. У той же час імперська асимілятивна політика щодо України дозволяла Гетьманщині мати політичну (до 1786) і правову (до 1843) автономію.
Українське право теж зберігало звичай обертати військовополонених на рабів ще 1807 і до того ж встановлювало нижній віковий поріг для звільнення полонених — 20 років. Воно також зберігало клієнтську залежність відпущеників по відношенню до колишніх господарів.
Невільники на московському праві (холопи) були московськими служивими, поселенцями та їхніми домочадцями. Частина з них походила з полонених в Україні кримських татар, османів, ногайців та калмиків. Очевидно, кількість невільників серед московськиз підданців в Україні була близькою до загальноросійської пропорції — бл. 10 % населення. 1722, щоправда, невільницький стан у Російській імперії скасовувався з метою упорядкування податків та рекрутських наборів: холопи зараховувалися до кріпаків. Однак продовжувало діяти право на поневолення військовополонених.
Внаслідок війн із Кримським ханатом та Річчю Посполитою Московія набирала численний полон із цих країн. Як спадкова власність холопи-чужинці були бажаним трофеєм. Крім того, полонені були джерелом професійних кадрів. Литовські підданці часто служили економами в маєтках. Кримських татар брали до війська і використовували для захисту в основному південних кордонів Московії. Під час Лівонської війни 1558—1583 московські війська подеколи на 3/4 складалися із представників тюркських народів. Кримські татари на московській службі перебували на становищі державних невільників. При цьому представники роду Чингізидів, які потрапляли в полон чи знаходили в Москві політичний притулок, обіймали також високі адм. та військові посади. Але заборона самовільного пересування, залишення служби, повернення додому, не кажучи про часті репресалії проти них із боку царя, ставила цих достойників у положення елітних невільників царя.
Полонені українці і крим. татари виступали також об'єктом експорту, що мав стратегічне значення для Московії як чинник перетворення її на потужний регіональний ринок. Не випадково найбільшим ярмарком Московії 14–16 ст. була «Холоп'я ярмарка», яка існувала у верхів'ях Волги (у м. Холопій Городок (пізніше — с. Борисоглібське Ярославської обл., РРФСР), згодом — у м. Молога (пізніше — місто Ярославської обл., РРФСР); обидва нині затоплені водами Рибинського водосховища) і на яку приїжджали покупці з мусульманських країн. Жвава торгівля невільниками проводилася на прикордонних ярмарках: у Касимові (нині місто Рязанської обл., РФ), у Сибіру. Основні зовнішньоторг. партнери Московії перебували в Центральній Азії та на Середньому Сході. Вони мали сталий апетит на московські люксусові товари, у тому числі рабів, полон. Царі допетровського часу дарували власних слуг (вояків, ремісників і митців) володарям із Центральної Азії та Персії на їхнє замовлення і дозволяли іземним послам купувати невільників. Такі полонені могли навіть зробити кар'єру, як посол перського шага Аббаса I Великого і заможний купець Гаджжі Хосров 1592–94, який був «литвином», захопленим у полон під Полоцьком (нині місто Вітебської обл., Білорусь). Тільки з кінця 16 ст. Московія почала забороняти вивіз православних невільників, що, втім, напевно легко обходилося. Англійці в 16 ст. привозили собі невільників із Московії як місцеву дивину. Московські купці провозили своїх рабів і в Річ Посполиту, очевидно, для нелегального торгу в Османській імперії.

### Кримський ханат та Османська імперія

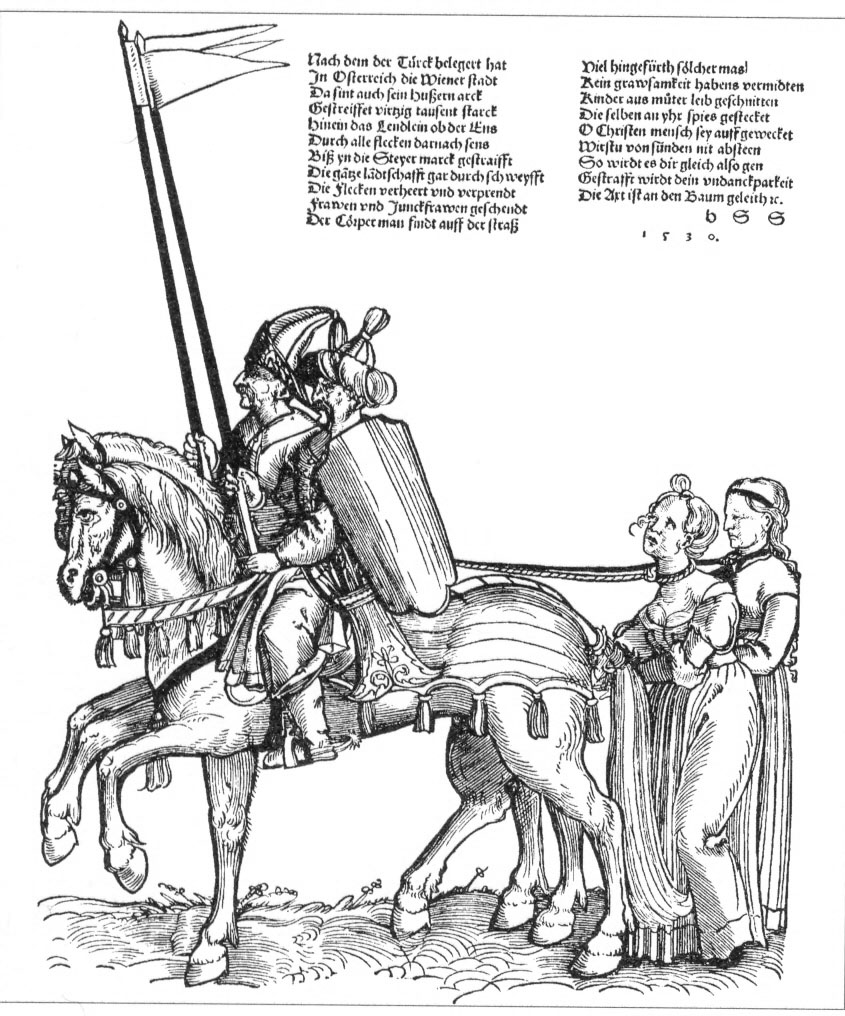
Турецький вояк з рабами-невільниками

Доступ до найбільшого ринку Сх. Європи у Кафі надавав Крим. улусу Золотої Орди істотну екон. перевагу в боротьбі за гегемонію в регіоні. Тому кримські татари з готовністю виконували свою місію постачальників рабів у Кафу. На поч. 15 ст. кримські татари безскрушно продавали ін. ординців, захоплених в усобицях, — за 1-шу чв. 15 ст. «татари» складали більше 1/3 невільників, вивезених на продаж до Генуї. Війна між спадкоємцями вел. кн. литов. Вітовта князями Сигізмундом та Свидригайлом відкрила доступ в Україну великим загонам кримських татар та ординців у ролі союзників обох суперників, тому в 1430–40-х рр. уже русини складали мало не 40 % проданих генуезцями рабів. Один набіг на Україну 1474 теж приніс 50 тис. полонених. Ґереї (див. Гіреї) також змогли розширити межі свого пливу на Пн. Кавказ, звідки приводили черкесів.
Работоргівля, певно, була вирішальним мотивом осман. завоювання італ. колоній та князівства Феодоро у Пн. Причорномор'ї 1475, тому що воно мало такі прямі наслідки: 1) мамелюцький Єгипет був відрізаний від джерела невільників, що призвело до його завоювання 1517; 2) Осман. імперія, яка входила в апогей своєї могутності, дістала своє найбільше на три століття джерело білих невільників, попит на яких зростав у міру зростання добробуту підданців та економіки. Прикметною рисою осман. невільницької системи, що зберігала чимало степових рис, було масове використання невільників на держ. службі. Широко застосовуваний відпуск на волю та швидка соціальна реабілітація невільників теж стимулювали попит; 3) работоргівля приносила д-ві прибутки в десятки мільйонів дукатів через оподаткування ввозу (мито «пенджік» становило 1/5 вартості) та продажу.
Крим. ханат відповів на попит осман. ринку організацією великомасштабних набігів на польсько-литов. землі України, починаючи з 1479. Набіги доби Менглі-Ґерея I сплюндрували все Правобережжя, сягаючи Києва, Львова, а також Любліна та Кракова в Польщі. Здобич кожного із крим. набігів становила десятки тисяч бранців. Азак і Тамань (нині станиця Краснодарського краю, РФ), які перебували в руках османців, служили пограничними центрами для виправ за Дон та на Пн. Кавказ. В Азаку існувала громада професійних людоловів (акинджиїв) із місц. татар, що, за переписом 1542, налічувала 140 дворищ, але решта з 500 дворищ на той час перебувала в набігу. Частину невільників хани відправляли в подарунок осман. султану. Завоювання Кілії, Акермана (нині м. Білгород-Дністровський; 1484) та Очакова (1538) відкрило додаткові шляхи османам і кримським татарам в Україну, долучивши до людоловства Білогородську орду (Буджацьку орду) і Молдавське князівство.
Близька відстань до польсько-литов. володінь та слабкість їх оборони підштовхували крим. і буджацьких татар на організацію набігів малими бандами. Осман. законодавство навіть стимулювало приватне людоловство, звільняючи від сплати «пенджіка» банди акинджиїв чисельністю до 100 осіб. Україна, таким чином, перетворилася на постійне джерело невільників, що було відкрите незалежно від політ. стосунків між Річчю Посполитою та Османською імперією. Найбільший розмах крим. набіги на укр. землі мали наприкінці 15 — на поч. 16 cт., під час Хмельниччини та Руїни в 2-й пол. 17 cт. Останній набіг на Україну влаштував хан Крим-Ґерей узимку 1769 на початку російсько-турецької війни 1768—1774.
Кавказ через ажіотажний попит на вродливих кавказців також був цінним для Крим. ханату джерелом невільників. Частина невільників надходила в рахунок фіксованої данини від західноадигських племен, що визнавали суверенітет хана. Черкеське плем'я бесленей додатково брало до себе крим. принців на науку та виховання. Другу частину невільників кримські татари діставали як трофей від набігів, що також постійно відбувалися тут.
Московія перетворилася для кримських татар на зону людоловства після знищення Золотої Орди (1502), яке знецінило в їхніх очах кримсько-моск. союз. Перший ханський похід на Москву відбувся 1521. Ін. великі походи на Москву організовували хани Сагіб-Ґерей (1541), Девлет-Ґерей I (1571), і востаннє — Ґазі-Ґерей II (див. Газі-Гірей II) 1591. Воєнна ефективність цих походів була сумнівною, оскільки вони не призводили до завоювання ворожих територій (спалення Москви 1571 — єдиний, але тимчасовий успіх), і по суті вони залишалися великими набігами за полоном і акціями залякування. Крим. ханат у такий спосіб примушував Московію до виплати значної данини грошима та хутром, а також до значних витрат на дипломатичні відносини. За період 15–17 ст. відбулося 27 крим. посольств у Москву та 35 московських у Крим (за той самий період, що й кримські). За 1-шу пол. 17 cт. заг. витрати Московії на ці заходи сягали 1 млн рублів, а кількість ясиру оцінювалася в 100 тис. осіб.
Заг. параметри ясиру, упійманого кримськими татарами, не піддаються обрахуванню через брак інформації. Єдиним орієнтиром є дані про відкупи податків на ввіз рабів до Кафи 1578, що дають можливість оцінити кількість ввезених як 17 502 особи. Ці дані не враховують частку бранців, які залишилися в Криму, а також із них не можна встановити кількість бранців різного походження. Інтерполяція цієї цифри лише на два століття (1480—1680) дає вражаючу кількість 3,5 млн осіб. Крім того, значна кількість полонених ввозилася з кінця 15 ст. через митницю в Акермані, потім — через Очаків. Частина вивозилася з Ґьозлевé (нині м. Євпаторія), єдиного порту Крим. ханату. У будь-якому випадку для України розмір ясиру буде безпечно обраховувати на мільйони, визначивши нижній поріг у 2 млн осіб.
Кримські татари хапали полон також в Угорщині та Персії, де вони брали участь у кампаніях осман. військ. Як і в стосунках із Московією, людоловство на території цих країн використовувалося як ефективний засіб убезпечення здирств через данину та витрати на утримання крим. посольств.
Після приєднання України та Крим. ханату до Рос. імперії укр. невільники потрапляли до Осман. імперії як полонені солдати рос. армії. Їх можна розпізнати за традиційним у османів невільницьким ім'ям Козак;

### Українське суспільство і «турецька неволя»
Дослідження долі укр. бранців ще не має наук. здобутків, тому що осн. джерелом були укр. невільницькі думи та європ. джерела про повстання рабів на османських галерах, які інтерпретуються в межах націоналістичного дискурсу. В той же час наявні джерела дають змогу виділити цілу гаму ліній поведінки укр. невільників у «турецькій неволі» та побачити складне ставлення укр. сусп-ва до проблеми неволі: Евлія Челебі) про нездатність русинів до повстання;
втечі. Свідчень про повернення з полону мало. Є повідомлення про втечу невільників на європ. кораблі. Укр. фольклорні сюжети на теми втечі фантастичні або їм бракує істотних подробиць. У той же час встановлення норм церк. права спеціально для повернення в християнство ренегатів, які повернулися з полону (Номоканон Петра Могили, 1622), засвідчує звичайність даного випадку;
праця невільників та їхня соціальна інтеграція. Матеріали суд. книг Крим. ханату та дані осман. переписів провінції Кефе дають приклади швидкої соціальної інтеграції вільновідпущеників рус. походження та їхніх дітей у різних національно-реліг. громадах Криму. Вони можуть послужити джерелом для дослідження реакції крим. сусп-ва на рабство та работоргівлю. Для центр. територій Осман. імперії широко відомі подібні матеріали для м. Бурса (нині місто в Туреччині), що засвідчили масове використання укр. невільників і вільновідпущеників у шовкоткацтві. Прикладів кар'єри укр. невільників у правлячому класі відомо одиниці, що скоріше за все віддзеркалює або незначний доступ українців до цього типу кар'єри, або швидку втрату етнічної самосвідомості українців при владі, на відміну від представників ін. етносів. Популярне чомусь припущення про значне поповнення українцями лав яничарського війська та ін. загонів султанських рабів поки що не знаходить підтвердження в джерелах. Несподіваним джерелом про асиміляцію підданців Речі Посполитої в Осман. імперії стали матеріали допитів інквізицією ренегатів, узятих у полон латинянами на Середземному морі кошовим отаманом І.Сірком виведених із Криму потурнаків, вірш «Українонько, бідная годиненько твоя». Таким чином, публічний дискурс про невільництво і османську неволю, реалізований у фольклорі, сприяв досить ранньому формуванню національної свідомості українців. При цьому проблема етнічної солідарності інакше трактувалася літературами інших ареалів, що відчули на собі тягар османського рабства, — Кавказу, Московії, Балкан. Прагнення Роксолани до волі відбилося в її неухильному бажанні взяти законний шлюб, що в її обставинах був єдиним можливим шляхом до волі. Використання мусульманського шлюбного та рабовласницького права для здобуття волі продемонстрував серійний приклад із 68-ми жінок, зареєстрований у Кафі осман. податковим переписом 1542. Він засвідчив накопичення невільницьким середовищем осман. Кафи знань про способи звільнення, а отже і тиску на власних господарів. Цьому суголосило зауваження Кинали-заде (16 ст.) про «національну рису» невільниць-русинок — схильність прибирати владу над своїми панами.
Втягнення самих українців у работоргівлю в ролі работоргівців і людоловів. Такі приклади знає зона української колонізації та козаччини. Мали місце продаж у неволю власних чи чужих дітей купцям, які їхали до Османської імперії. Для населення тих областей України, що лишилися в тилу колонізації, работоргівля залишила свій слід у страху перед османами й кримськими татарами. Там ще у 18 cт. толерувалися безчинства османських послів.

## Модерне рабство (від 19 ст.)
Інкорпорація Російською імперією Кримського ханату та османських провінцій Півн. Причорномор'я (Кефський та Очаківський вілаєти) зруйнувала систему постачання невільників зі Східної Європи до Османської імперії. А головне — вона привела до зникнення степової цивілізації у Півн. Причорномор'ї — до того часу гол. чинника міжнародної работоргівлі в регіоні. Війни між Рос. імперією та її сусідами в Азії залишили єдиний явний спосіб поневолення мешканців України — полон. Полонені солдати російської армії і справді перебували як невільники в Османській імперії, Персії, Центр. Азії, Анатолії.
Однак землеробська колонізація, російські завоювання, комуністична доба не усунули ін. важливих чинників работоргівлі, таких як:

1) соціально-екон. відставання України від розвинених регіонів світу, що зумовлювало відповідну різницю «ринкової» вартості людського життя;

2) пріоритет насильства та капіталу над загальними правами людини;

3) пережитки рабства у свідомості українців (у тому числі і презирство до раба, байдужість та терпимість до рабства і работоргівлі). Більше того, відкриття Причорномор'я і розвиток сполучень відкрили можливості для широкого міжнар. попиту на невільників з України.
У 19 — на поч. 20 ст. найпоширенішими формами рабства в Україні стали сексуальне рабство і работоргівля, пов'язані із проституцією. «Живий товар» рекрутувався нелегально, обманом, як правило, злочинними групами обов'язково з допомогою місцевих вербувальників (факторів, зухерів). Жінок з України вивозили на продаж передусім на «традиційні» для України ринки попиту — в Османську імперію, Персію, Індію. Значна частина невільниць завдяки морському сполученню із цілим світом через Одесу потрапляла в Зах. Європу, а також — до Аргентини, Бразилії, США. СРСР, закривши зовнішні кордони, припинив і зовнішню работоргівлю. Натомість у ньому широко застосовувалася примусова праця, яка відповідала всім характеристикам державного рабства. Її джерелом служило місцеве населення, що було традиційним для Русі та Московської держави. Основним методом поневолення стали політичні репресії, вперше в історії застосовані в цій ролі для десятків мільйонів людей. Із точки зору термінології «політв'язні» є евфемізмом для ув'язнених ГУЛАГу, що маскував незаконність рабства. Найбільш масово політв'язні використовувалися на новобудовах, копальнях, лісозаготівлях та ін. промислових об'єктах із найтяжчими умовами праці, де держава не могла забезпечити навіть мінімуму виробничої безпеки. Крім економічного рабства, мало місце елітне рабство для інтелігенції (зокрема в спеціальних конструкторських бюро та н.-д. установах), а в роки Другої світової війни — військове рабство (штрафбат). Страти, знущання, ґвалтування, що властиві натуралістичному рабству, були неодмінними супутниками радянської системи державного рабства.
Тимчасове скасування радянської системи державного рабства у зв'язку з гітлерівською окупацією України в II світовій війні та остаточне — у зв'язку з лібералізацією радянського режиму — не викорінили в СРСР проституцію, орієнтовану на іноземний попит. Тому вона послужила першим каналом для відновлення работоргівлі із розпадом СРСР. Відкриття кордонів та економічна криза в Україні 1990-х рр. створили стимули для економічної еміграції. За експертними оцінками, за роки незалежності з України легально мігрувало понад 2 млн осіб і сотні тисяч громадян працювали нелегально. Підвищена готовність емігрантів до ризику сприяє їхньому втягненню в нелегальні сектори економіки та сфери послуг: заробітчанство, проституцію, хатню службу, догляд за немічними тощо, які можуть кваліфікуватися як рабська праця або подібна до неї. Існують випадки крадіжки дітей з метою їх експлуатації, випадки насильного донорства та незаконної торгівлі органами для трансплантації. Усиновлення дітей-сиріт відкрило додатковий канал для работоргівлі.
Наслідком соціально-економічного розвитку України останніх років стали підйом власного класу підприємців і майнова поляризація суспільства. Це створює ґрунт для розширення попиту на рабську працю та наближені до неї форми і всередині України. Тому протидія подальшому розвиткові рабства потребує формування свідомої політики держави в цьому напрямі. Враховуючи тривалість існування рабства в Україні, боротьба з його пережитками в гуманітарній сфері має таке ж важливе значення, як і карно-правові та економічні заходи.